# سوونیا هوت
سوونیا هوت (زادهٔ:۲۵ ژانویهٔ ۱۹۹۱) یک بازیکن زن فوتبال اهل کشور آلمان است.وی همکنون عضو تیم توربین پوتسدام و تیم ملی آلمان است.

## افتخارات

### اف. اف. سی فرانکفورت
- بوندس‌لیگا: قهرمان فصل ۲۰۰۸-۲۰۰۷
- لیگ قهرمانان اروپای زنان: قهرمان فصل های ۲۰۰۸-۲۰۰۷ و ۲۰۱۵-۲۰۱۴
- جام حذفی آلمان: قهرمان 2007–08, 2010–11, 2013–14

### تیم ملی
- مسابقات فوتبال زنان اروپا: قهرمان ۲۰۱۳
- جام آلگاروه: قهرمان سال ۲۰۱۲
- جام جهانی فوتبال زنان زیر ۲۰ سال: قهرمان سال ۲۰۱۰
- مسابقات فوتبال زنان زیر ۱۷ سال اروپا: قهرمان سال ۲۰۰۸
- بازی‌های المپیک تابستانی: مدال طلا، ۲۰۱۶